# Bridgeport (Connecticut)
Pour les articles homonymes, voir Bridgeport.
Bridgeport est une ville portuaire à l'embouchure de la rivière Pequonnock, la ville la plus peuplée de l’État du Connecticut aux États-Unis avec 148 654 habitants recensement de 2020. Elle est située dans le comté de Fairfield.
Bridgeport et les autres villes du comté de Fairfield font partie de la région métropolitaine de New York.

## Géographie
Bridgeport est située dans le sud-ouest du Connecticut, sur le détroit de Long Island, à l'embouchure du fleuve Pequonnock.
Selon le Bureau du recensement, la superficie de la ville est de 19,34 milles carrés (50,09 km2), dont 15,97 milles carrés (41,36 km2) de terres et 3,37 milles carrés (8,73 km2) de plans d'eau (soit 17,53 %).
Elle est surnommée « la ville des parcs ».

## Histoire
Bridgeport devient une municipalité en 1821. D'abord appelée Newfield puis Stratfield, la ville s'appelle aujourd'hui Bridgeport car c'est là qu'a été construit le premier pont-levis (drawbridge en anglais) sur le Pequonnock (en).

## Démographie
| 1810  | 1820  | 1830  | 1840  | 1850  | 1860   |
| ----- | ----- | ----- | ----- | ----- | ------ |
| 1 089 | 1 500 | 2 800 | 3 294 | 7 560 | 13 299 |

| 1870   | 1880   | 1890   | 1900   | 1910    | 1920    |
| ------ | ------ | ------ | ------ | ------- | ------- |
| 18 969 | 27 643 | 48 866 | 70 996 | 102 054 | 143 555 |

| 1930    | 1940    | 1950    | 1960    | 1970    | 1980    |
| ------- | ------- | ------- | ------- | ------- | ------- |
| 146 716 | 147 121 | 158 709 | 156 748 | 156 542 | 142 546 |

| 1990    | 2000    | 2010    | 2020    | - | - |
| ------- | ------- | ------- | ------- | - | - |
| 141 686 | 139 529 | 144 229 | 148 654 | - | - |

Lors du recensement de 2000, il y avait 139 529 habitants, 50 307 ménages et 32 749 familles dans la ville. Sa zone métropolitaine compte environ 450 000 habitants.
La densité de population était de 3 367,0 hab/km2. Il y avait 54 367 maisons avec une densité de 1 312,0 maisons/km2.  La décomposition ethnique de la population était : 45,02 % blancs ; 30,76 % noirs ; 0,48 % amérindiens ; 3,25 % asiatiques ; 0,11 % natifs des îles du Pacifique ; 14,81 % des autres races ; 5,57 % de deux ou plus races. 31,88 % de la population était hispanique ou Latino de n'importe quelle race.
Il y avait 50 307 ménages, dont 34,3 % avaient des enfants de moins de 18 ans, 35,0 % étaient des couples mariés, 24,0 % avaient une femme qui était parent isolé, et 34,9 % étaient des ménages non-familiaux. 29,0 % des ménages étaient constitués de personnes seules et 11,3 % de personnes seules de 65 ans ou plus. Le ménage moyen comportait 2,70 personnes et la famille moyenne avait 3,34 personnes.
Dans la ville la pyramide des âges était 28,4 % en dessous de 18 ans, 11,2 % de 18 à 24, 30,5 % de 25 à 44, 18,4 % de 45 à 64, et 11,5 % qui avaient 65 ans ou plus. L'âge médian était 31 ans. Pour 100 femmes, il y avait 91,2 hommes.  Pour 100 femmes de 18 ans ou plus, il y avait 86,3 hommes.
Le revenu médian par ménage de la ville était de 34 658 dollars US, et le revenu médian par famille de 39 571 $. Les hommes avaient un revenu médian de 32 430 $ contre 26 966 $ pour les femmes. Le revenu par habitant de la ville était de 16 306 $. 18,4 % des habitants et 16,2 % des familles vivaient sous le seuil de pauvreté. 24,8 % des personnes de moins de 18 ans et 13,2 % des personnes de plus de 65 ans vivaient sous le seuil de pauvreté.

## Religion
Le diocèse catholique de Bridgeport est la cathédrale Saint-Augustin de Bridgeport.

## Sport
Les Islanders de Bridgeport sont une équipe de la ligue américaine de hockey. Lors de leur première saison, en 2001, ils sont allés en finale de la coupe Calder[réf. souhaitée].

## Économie
Le chantier naval Lake Torpedo Boat Company y construisit des sous-marins entre 1901 et 1924.
Bridgeport possède un aéroport (code AITA : BDR).

## Musée
Le Housatonic Museum of Art (en) est situé sur le campus du Housatonic Community College à Bridgeport.